# Forsvik
Forsvik est une localité de la commune de Karlsborg dans le comté de Västra Götaland en Suède.
Elle est traversée par le canal Göta. Sa population était de 323 habitants en 2020.

## Histoire
Les travaux du canal Göta ont commencé à Forsvik vers 1810.
La plus haute écluse du canal, construite en 1813, fut la première à entrer en service.
Le musée industriel Forsviks bruk (sv) décrit les 600 ans d'histoire du lieu.